# Terranova (groupe)
Pour les articles homonymes, voir Terranova.
Terranova est un groupe de trip hop allemand fondé en 1996.

## Formation
Créé en 1996, le groupe se compose alors de Fetisch, Maro Meister et Kaos. Fetisch à la production (ex-DJ, Allemand exilé à New York de retour au pays), Maro Meister (musicien issu du jazz) et Kaos (DJ)[réf. nécessaire].
Il est désormais[Depuis quand ?] composé de Fetisch et de &me.

## Histoire
Ils ont sorti des EP sur Compost Records ou All Good Vinyl, une collaboration avec Manuel « E2-E4 » Göttsching, un épisode de la série DJ Kicks et des remixes de Carl Craig, Jungle Brothers, Juan Atkins, Kool Keith.
Hors un mix pour la série DJ-Kicks, ils sortent leur premier LP studio, Close The Door, à la fin des années 90. Mélange de hip-hop et de musique électronique, qui deviendra leur marque de fabrique[réf. nécessaire], il a été enregistré dans le studio de Conny Plank, célèbre producteur pour de nombreux artistes tels Eurythmics, Nina Hagen ou encore Ultravox!.

## Discographie

### Albums
- 1993 : Y Mambru?
- 1998 : DJ-Kicks
- 1999 : Close The Door
- 2002 : Hitchhiking Non-Stop With No Particular Destination
- 2002 : B-Sides & Remix Sessions
- 2003 : Peace Is Tough
- 2004 : Digital Tenderness
- 2011 : Hotel Amour
- 2012 : Hotel Amour-Nightporter (remix)[1]
- 2015 : Restless[2]